# Ethelema costaricensis
Ethelema costaricensis là một loài bọ cánh cứng trong họ Zopheridae. Loài này được Nevermann miêu tả khoa học năm 1930.